# Аксакова-Сиверс, Татьяна Александровна
Татья́на Алекса́ндровна Си́верс, в браке Акса́кова (12 [24] октября 1892, Санкт-Петербург — 2 декабря 1981, Ижевск) — русская мемуаристка дворянского происхождения. Дочь историка и генеалога Александра Сиверса.

## Биография
Воспитывалась в доме отца с 1898 по 1903 год, её воспитательницей была Юлия Михайловна Гедда. В 1903—1910 жила в семье матери в Москве. С 1910 года, окончив Арсеньевскую гимназию в Москве, по 1913 год училась в Императорском Строгановском Центральном художественно-промышленном училище.
С августа 1914 года, с началом Первой мировой войны, работала на складах Красного Креста в Николаевском дворце, затем, по окончании курсов сестёр милосердия Иверской общины сестёр милосердия — в военном госпитале. В апреле 1915 года уехала к матери в Попелево (Калужская губерния) (весной 1916 года на несколько месяцев возвращалась в Москву).
С декабря 1917 года, будучи высланной из имения Попелева, жила в Козельске, преподавала немецкий язык в учительской семинарии. В 1918 году ездила в Москву на свидания с мужем, содержавшемуся в Бутырской тюрьме по обвинению в спекуляции; благодаря помощи адвоката Якулова дело было прекращено. Вернувшись в Козельск, работала делопроизводителем на молочной ферме (август 1918—1919), посещала Оптину пустынь, куда отвезла сына к Марии Михайловне Аксаковой.
В мае 1920 года переехала в Калугу, где вместе с Анной Ильиничной Толстой (внучкой Л. Н. Толстого) основала артель женского рукоделия «Кустари». В 1923 г. выезжала в Висбаден (Германия) к матери, в 1926 году — в Ниццу (Франция), куда вывезла сына и племянника и оставила их у родственников.
С 1928 года жила в Ленинграде; ходила на свидания к отцу, содержавшемуся в Доме предварительного заключения. В 1930 году выезжала в Алма-Ату к мужу, арестованному там за срыв посевной кампании; в 1933 году ездила во Владимир к отцу, поселившемуся там после ссылки. Работала медицинским статистиком в 5-м пункте Охраны материнства и младенчества (зима 1933), медицинским регистратором (1934—1935), медицинской сестрой Санитарного бюро при Больнице имени С.Перовской (1934—1935).
11 февраля 1935 года была арестована в рамках операции «Бывшие люди» и вскоре приговорена к пяти годам ссылки как «социально-опасный элемент» по обвинению в соучастии шпионской деятельности братьев Львовых, в выполнении их поручений при поездках за границу и что является сестрой «англо-разведчика и террориста». Ссылку отбывала с 6 марта 1935 года в Саратове, где работала вышивальщицей, давала уроки французского языка.
По обвинению в «антисоветской клевете» в ночь на 3 ноября 1937 года была арестована и 24 декабря 1937 приговорена к 8 годам ИТЛ. Отбывала наказание на Пезмогском лагпункте Локчимлага (близ Котласа), где работала в хирургическом отделении больницы. В июле 1943 года по болезни была досрочно освобождена и выслана в Вятские Поляны (Кировская область). Работала медицинским статистиком районной больницы (с 1943), преподавала немецкий язык (в школе рабочей молодёжи, с 1949 — в машиностроительном техникуме), вела кружок английского языка в Доме техники. Реабилитирована в 1955 (по делу 1935 года) и в 1957 годах (по делу 1937 года); весной 1967 года вернулась в Ленинград.
Умерла 2 декабря 1981 года в Ижевске, похоронена там же на Южном кладбище; могила утрачена.

## Семья
Брат — Александр (28.7.1894, Санкт-Петербург — 28.10.1929, Соловецкий монастырь), выпускник Александровского Царскосельского лицея; в 1920-х годах служил в «Моного-Лесе». 1.4.1925 был арестован по «делу лицеистов», приговорён к 10 годам заключения и отправлен в Соловецкий лагерь особого назначения. Осенью 1929 года был привлечён к ответственности по делу «участников контрреволюционного заговора» и 24 октября приговорён к высшей мере наказания, расстрелян 27 октября того же года (по другим данным, погиб 30.3.1930). Был женат на Татьяне Николаевне Юматовой, их сын — Александр.
Муж — Борис Сергеевич Аксаков (10.8.1886, Калужская губерния — 3.3.1954, Москва; похоронен на Пятницком кладбище), выпускник Второго кадетского корпуса и Павловского военного училища, поручик (1912). Венчание состоялось 26 января 1914 года в церкви Бориса и Глеба у Арбатских ворот. Земский начальник 2-го участка Тарусского уезда (с 31.3.1914); с августа 1914 — на фронте (комендант санитарного поезда), затем командовал ротой в 56-м запасном полку (Москва). В 1917 году вернулся на фронт, комендант 26-го корпуса. С весны 1918 года жил в Москве; летом 1918 года был арестован по обвинению в спекуляции и нарушении запрета на продажу золота в слитках, в начале августа дело прекращено. С 1919 по апрель 1920 года воевал в Белой армии, после чего жил в Козельске, работал в агрономической службе Управления Сызрано-Вяземской железной дороги. В 1928 году уехал в Кзыл-Орду, где работал заведующим снабжением Казахской республики. Находился под арестом с марта по июль 1930 года по обвинению в срыве посевной кампании в Казахстане; 20 июля 1931 года вернулся в Ленинград, работал экономистом. В сентябре 1934 года супруги развелись. 6.10.1938 женился на Лидии Дмитриевне Некрасовой (ноябрь 1898 — 22.7.1988, Москва; похоронена на Пятницком кладбище рядом с мужем), враче-невропатологе, заведующей отделением Мытищинской больницы. Работал заведующим плановым сектором Московского мукомольного треста (1935), в последние годы жизни — в аппарате Министерства пищевкусовой промышленности. Был удостоен ордена святого Станислава 3-й степени (29.5.1916), светло-бронзовой медали «В память Отечественной войны 1812 года» (26.8.1912), медали «В память 300-летия царствования дома Романовых» (21.2.1913).
- сын — Дмитрий (24.7.1915, Москва — 1967, Антананариву). С 1926 года жил во Франции у двоюродной бабки Валентины Гастоновны де Герн, принял французское гражданство. Окончив инженерную школу École Violet в Париже, служил офицером в армии Франции, затем работал инженером-электриком, жил в Триполи (1953). Был женат на Ренэ Делатр (14.8.1921, Монпелье — 27.9.1997, Ницца)[9].

В 1935 году собиралась замуж за Владимира Сергеевича Львова (1899—1937 или 1943), сына князя С. Е. Львова. Брак не состоялся из-за ареста Т. А. Аксаковой и В. С. Львова (в феврале 1935). Т. А. Аксакова обращалась с письмом к Екатерине Павловне Пешковой с просьбой о помощи — перевести В. С. Львова из Куйбышева, куда он был выслан с родителями, в Саратов. В. С. Львов был переведён в Саратов в апреле 1936 года. 30.10.1937 был арестован и приговорён к 10 годам ИТЛ; скончался в лагере 29.11.1943 от рака печени (по другим данным, в ноябре 1937 был расстрелян).
Является прямым потомком в четвёртом поколении Елизаветы Тёмкиной-Калагеорги, и, соответственно, в пятом поколении — императрицы Екатерины II и Григория Александровича Потёмкина. Родная бабушка Татьяны Александровны по линии отца, Надежда Петровна, урождённая Мартос, была дочерью Веры Калагеорги и Петра Мартоса.

## Литературная деятельность
С 1950-х годов занималась переводами, в частности, перевела роман А. Мунте «Легенда о Сан-Микеле» (издан в 1969 году).
Написанные ею воспоминания были изданы в Париже в 1988 году:
- Аксакова Т. А. Семейная хроника : в 2-х книгах. — Paris : Atheneum, 1988. — 371 + 351 с.[3]

### Избранные сочинения
Источник — Электронные каталоги РНБ
- Аксакова Т. А. Семейная хроника. — М. : Территория, 2005. — Кн. 1, 2.
- Аксакова-Сиверс Т. А. Семейная хроника / [текстолог. подгот. Е. В. Михайлова и А. В. Соболева; предисл. А. В. Соболева]. — М.: Индрик, 2006. — 742 с. — (Deus conservat omnia). — ISBN 5-85759-340-9
- Мунте А. Легенда о Сан-Микеле / Пер. с англ. [Т. Аксаковой. Пер. С. Тархановой]. — М.: Худож. лит., 1969. — 383 с.

## Награды
- медаль «За доблестный труд в Великой Отечественной войне 1941—1945 гг.»[5]